# 鄧納姆·傑克遜
鄧納姆·傑克遜（英語：Dunham Jackson，1888年7月24日—1946年11月6日）是一名美國數學家，致力於逼近理論，尤其是關於三角多項式和正交多項式的研究。他因傑克遜不等式而知名。他在1935年被授予肖維勒獎。他的著作《傅立葉級數和正交多項式》於2004年重印。

## 生平
1904年從布里奇沃特當地的中學畢業後，16歲的傑克遜考上哈佛大學並主修數學，於1908年獲得學士學位，1909年獲得碩士學位。在哈佛大學獎學金的幫助下，他到哥廷根大學繼續學習了兩年。1911年，他回到哈佛大學擔任數學講師，1916年被提升為助理教授。第一次世界大戰期間，他成為軍械部的一名軍官，在那裡他製作了一本大砲射程表的小冊子。1919年，他擔任明尼蘇達大學的教授，並一直留在那裡直到逝世。
在明尼蘇達大學期間，傑克遜在1935年獲得美國數學協會所頒發的肖維勒獎，並於1936年被選為美國物理學會會士。

## 個人生活
傑克遜在1918年與哈麗特·斯普拉特·胡利（Harriet Spratt Hulley）結婚，並育有兩個女兒，分別是安妮·胡利·傑克遜（Anne Hulley Jackson）和瑪麗·埃洛伊斯·傑克遜（Mary Eloise Jackson）。

## 著作
- 《逼近理論》（AMS，1930年）[5]
- 《傅立葉級數和正交多項式》（卡魯斯數學專著（英语：Carus Mathematical Monographs），1941年）[6]

## 外部連結
- 約翰·J·奧康納; 埃德蒙·F·羅伯遜, ,  （英语）
- 鄧納姆·傑克遜 （页面存档备份，存于）在數學譜系計畫的資料。
- 傑克遜的照片 （页面存档备份，存于）在美國數學協會網站的資料。
- National Academy of Sciences Biographical Memoir （页面存档备份，存于）